# Charlie Cole (photographe)
Pour les articles homonymes, voir Charlie Cole et Cole.
Charles Vernon Cole, né le 28 février 1955 à Bonham au Texas et mort le 5 septembre 2019, à Bali, est un photographe et photojournaliste américain. Il est récipiendaire du World Press Photo of the Year.

## Biographie
Charlie Cole est né en 1955 au Texas.
Il quitte les États-Unis en 1980 et s'installe au Japon, où il travaille pour des magazines tels que Newsweek ou Time et des journaux tels que The New York Times.
Il remporte le prix World Press Photo of the Year 1990 pour une photo prise le 5 juin lors des manifestations de la place Tian'anmen de 1989 de l'Homme au char resté inconnu et bloquant la progression de chars.
Charlie Cole vivait et travaillait à Bali en Indonésie.